# MTU Friedrichshafen
Za proizvajalca letalskih motorjev glej MTU Aero Engines
MTU Friedrichshafen GmbH je nemški proizvajalec dizelskih in bencinskih motorjev. Podjetja sta ustanovila Wilhelm Maybach in njegov sin Karl leta 1909. Sprva se je podjetje imenovalo Luftfahrzeug-Motorenbau GmbH ("proizvajalec letalskih motorjev)", nekaj let kasneje so se preimenovali Maybach-Motorenbau GmbH. Podjetje je razvijalo motorje za cepeline in železniška vozila. Danes MTU Friedrichshafen proizvaja motorje za lokomotive, ladje, vojaška vozila, kmetijske stroje, gradbene stroje in drugo. Podjetje proizvaja tudi dizelske generatorje in MCFC gorivne celice.
"MTU" je akronim za Motoren- und Turbinen-Union. 
MTU Friedrichshafen je bil do leta 2006 podružnica od DaimlerChryslerja, kasneje je MTU postal del korporacije Tognum. 9. januarja 2014 se Tognum preimenoval v Rolls-Royce Power Systems, le-ta je 26. avgusta 2014 postal del holdinga Rolls-Royce Holdings.

## Galerija
- MTU / Detroit Diesel razstavno mesto na sejmu
- MTU 20V4000M93
- MTU ladijski motor